# Villares de Órbigo (kommunhuvudort)
Villares de Órbigo är en kommunhuvudort i Spanien.   Den ligger i provinsen Provincia de León och regionen Kastilien och Leon, i den nordvästra delen av landet, 290 km nordväst om huvudstaden Madrid. Villares de Órbigo ligger 829 meter över havet och antalet invånare är 843.
Terrängen runt Villares de Órbigo är platt. Runt Villares de Órbigo är det ganska glesbefolkat, med 23 invånare per kvadratkilometer. Närmaste större samhälle är Astorga, 12,0 km väster om Villares de Órbigo. Trakten runt Villares de Órbigo består till största delen av jordbruksmark.